# Ouragan Milton
L'ouragan Milton est le treizième cyclone tropical nommé, le neuvième à devenir un ouragan, le quatrième à atteindre le stade d'ouragan majeur et le deuxième de la catégorie 5 de la saison 2024 dans l'Atlantique nord. Ce système extrêmement puissant et actif se forme à partir d'une perturbation tropicale de longue durée qui a pris naissance dans l'ouest de la mer des Caraïbes et s'est consolidée dans la baie de Campêche le 5 octobre. Il s'intensifie ensuite de manière explosive dans l'ouest du golfe du Mexique, atteignant la catégorie 5 de l'échelle de Saffir-Simpson. En approchant de la Floride, il a été  rétrogradé en catégorie 4 puis en catégorie 3 avant de toucher la côte le 9 octobre. Il a fait des dégâts sur la péninsule du Yucatán mais c'est surtout la Floride qu'il a dévasté, moins de deux semaines après que l'ouragan Helene ait touché terre dans la région de Big Bend Coast.
Milton est l'ouragan atlantique le plus puissant depuis Dorian en 2019. Selon la pression minimale dans l'œil, qui est tombée à environ 897 hPa, il a en 2024 la cinquième pression centrale la plus basse d'un ouragan dans le bassin atlantique. En prévision de l'ouragan, la Floride a déclaré l'état d'urgence et plus de six millions d'habitants ont reçu l'ordre d'évacuer, ce qui a donné lieu à l'une des plus grandes évacuations jamais enregistrées de l'État. Milton a causé des dégâts importants et de nombreuses pertes de vie en Floride ainsi qu'une inhabituellement importante éruption de tornades.
Le 2 avril 2025, le Comité des ouragans de l'Organisation météorologique mondiale (OMM) a retiré le nom Milton des listes utilisées pour baptiser les cyclones tropicaux du bassin atlantique en raison du très lourd bilan humain et matériel de cet ouragan. Il sera remplacé par Miguel dans la liste de 2030.

## Évolution météorologique

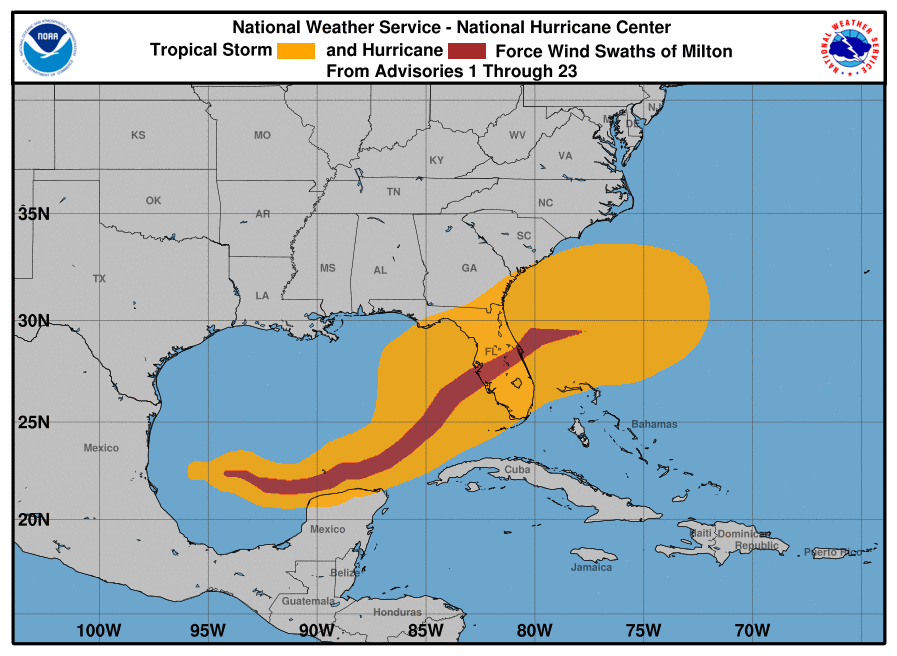
Corridor de vents violent avec l'ouragan Milton de 2024 (jaune pour les vents de tempête et rouge pour ceux d'ouragan.

Le 26 septembre 2024, le National Hurricane Center (NHC) a commencé à surveiller la mer des Caraïbes pour un éventuel développement tropical. Le 29 septembre, une large dépression s'est formée sur la partie ouest de ce bassin, produisant des averses et des orages désorganisés mais elle est dégénérée en creux barométrique deux jours plus tard. Ce dernier a commencé à interagir avec un front stationnaire et les restes de la dépression tropicale Eleven-E dans le Pacifique oriental, pour redévelopper en zone de dépressionnaire le 4 octobre dans l'ouest du golfe du Mexique. Le lendemain à 15 h UTC le NHC a émis son premier bulletin pour la dépression tropicale Quatorze. À 17 h 25, le système a été rehaussé à tempête tropicale Milton et une veille cyclonique a été émise pour la côte nord de la péninsule du Yucatán.

Intensification rapide le 6 au 7 octobre.

À 18 h UTC le 6, le NHC a rehaussé le système à ouragan de catégorie 1 à 465 km à l'est de Tampico au Mexique. Passant sur des eaux très chaudes et ne rencontrant aucun cisaillement des vents, Milton a subi une intensification rapide pour se hausser à la catégorie 3 tôt le 7 octobre à 265 km à l'ouest-nord-ouest de Progreso (Mexique). À 13 h 5 UTC, le NHC l'a reclassé en catégorie 4. La côte du Yucatán a été mis en alerte maximale et celle de la Floride en veille d'ouragan alors que le gouverneur de la Floride, Ron DeSantis, a mis en état d’urgence 51 comtés de l'État et demander à évacuer les côtes.
À 15 h 55 UTC le 7, le NHC a finalement reclassé Milton à la catégorie 5 de l'échelle de Saffir-Simpson grâce aux données venant d'un avion de reconnaissance qui le plaçait à 200 km à l'ouest de Progreso. À 0 h UTC le 8, les avions de reconnaissance ont rapporté une pression centrale presque record de 897 hPa et des vents de 285 km/h alors que le centre passait juste au nord de Progreso. Les avertissements ont été allongé à la côte est de la Floride ainsi que celle de la Géorgie et de la Caroline du sud.

Image radar de Milton touchant la côte près de Sarasota, Floride..

L'ouragan a longé la côte de la péninsule du Yucatán au cours de la nuit suivante, faiblissant à la catégorie 4 à cause du remplacement de son mur de l'œil. Sa trajectoire a également tourné vers le nord-est en direction de la Floride et son diamètre était en expansion. Cependant à 21 h UTC, le NHC a annoncé que l'ouragan avait regagné la catégorie 5, presque aussi intense que son pic antérieur.
Une fois de plus, Milton est retombé tôt le matin du 9 octobre à la catégorie 4 à 195 km à l'ouest du parc national des Dry Tortugas, ses bandes de pluie et des vents du tempêtes commençant à affecter la Floride. À 21 h UTC, il est rétrogradé à la catégorie 3 à 100 km de Sarasota. À 23 h UTC, le mur de l'œil touchait la côte ouest du centre de la Floride.
Le centre de Milton a touché la côte de Floride à 0 h 30 UTC le 10 octobre à Siesta Key dans le comté de Sarasota. Il a ensuite traversé la Floride d'ouest en est, passant juste au sud d'Orlando, pour ressortir dans l'Atlantique juste au nord de Cape Canaveral à 9 h UTC à la catégorie 1 de Saffir-Simpson. À 18 h UTC, le système est devenu une puissante tempête frontale à plus de 300 km à l'est de la côte floridienne.
Le NHC a émis son dernier bulletin à 21 h UTC pour cette dépression en comblement et se dirigeant vers l'est. Les restes de Milton se sont progressivement affaiblis lors de son passage près des Bermudes le 11 octobre, avant de perdre leur définition et de se dissiper dans une zone frontale le 12 octobre.

## Préparatifs

### Mexique
Le 6 octobre 2024, le gouvernement du Mexique a émis une alerte de tempête tropicale pour la côte nord de la péninsule du Yucatán qui fut transformée en alerte d'ouragan tôt le lendemain comme mentionné antérieurement. Des évacuations volontaires ont eu lieu à Holbox avec l'aide du gouverneur du Quintana Roo. La Comisión Federal de Electricidad a mobilisé des centaines d'ouvriers et d'équipements à Campeche, au Yucatán, et à Quintana Roo en prévision de Milton. Le Secrétariat de la Marine a annoncé que ses effectifs seraient répartis dans les régions touchées pour la distribution d'aide. Les services gouvernementaux non essentiels ont été suspendus dans certaines parties du Yucatán alors que la tempête Milton s'intensifiait rapidement le 7 octobre. Cela comprenait la suspension des transports publics. Des achats de panique ont été observés à Mérida avant la tempête.

### États-Unis

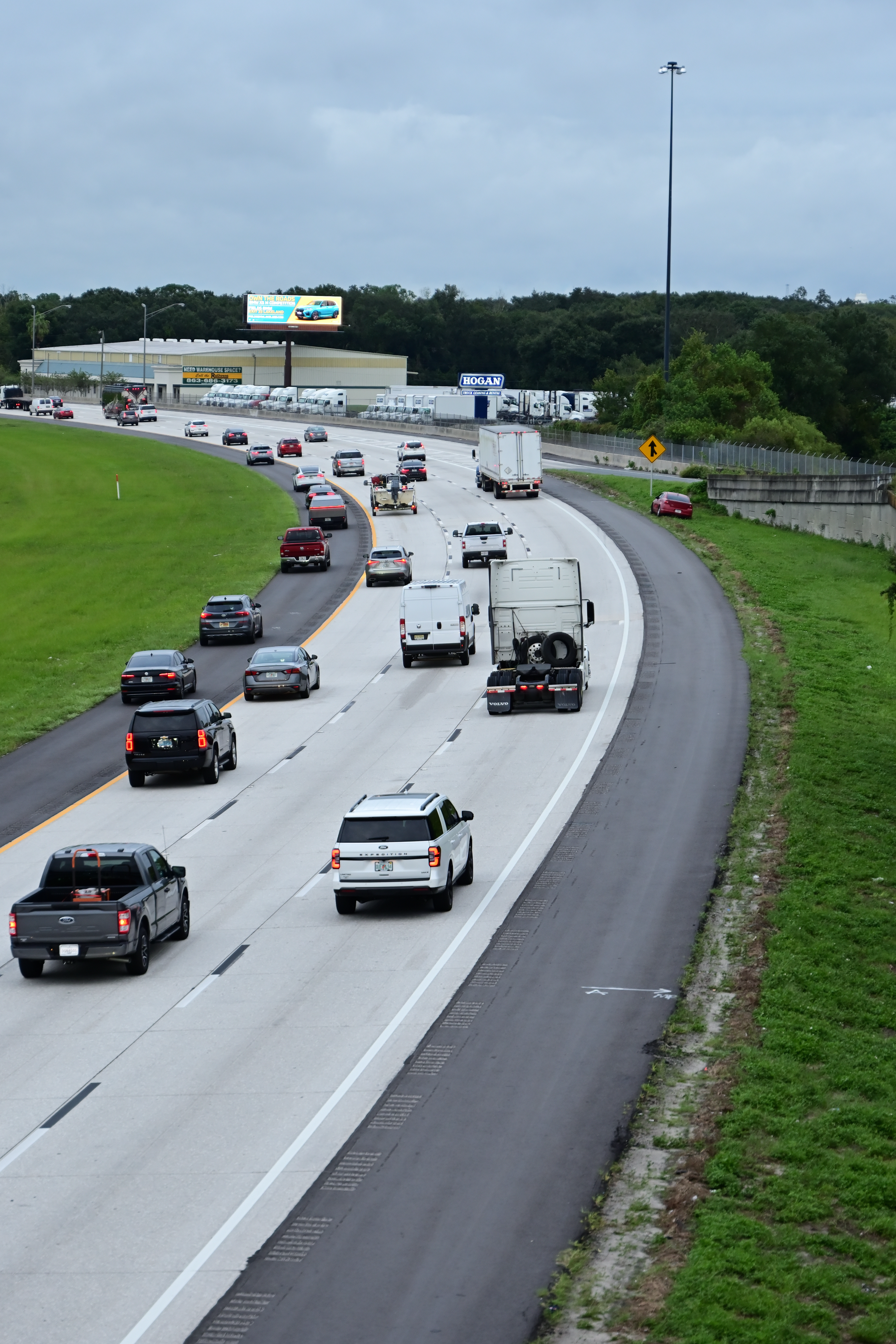
Le trafic évacuant la région de Tampa Bay sur l'Interstate 4.

En Floride, près de quinze millions de personnes étaient déjà sous surveillance d'inondation après le passage de l'ouragan Helene. Des avertissements d'ouragan et de tempête tropicale ont été réémis pour la côte ouest et le 5 octobre, le gouverneur de Floride Ron DeSantis a déclaré l'état d'urgence. Le président américain Joe Biden a approuvé une déclaration d'urgence pour l'État deux jours plus tard. Ron DeSantis a suspendu les péages sur de nombreuses autoroutes de l'ouest de la Floride pour aider à l'évacuation des zones menacées et publié un décret exigeant que les sites de gestion des débris et les décharges situés dans tous les comtés touchés par l'ouragan Helene restent ouverts 24 heures sur 24 jusqu'à ce que les conditions se détériorent trop afin de faciliter l'élimination rapide des débris en prévision de la frappe de Milton. L'ordre a également augmenté le nombre de gardes nationaux de Floride travaillant à l'enlèvement des débris de 800 à 4 000 pour essayer d'empêcher que les débris ne causent un danger,.
De nombreux aéroports, notamment ceux du centre et du sud-ouest de la Floride, ont annoncé leur fermeture. Des milliers de vols à destination ou en provenance de Floride devaient être annulés. Le long de la côte ouest de la Floride, les ports maritimes devaient fermer ou rester ouverts avec un accès restreint. Le lancement de la mission spatiale Europa Clipper a été retardé. On estimait que 6 millions de Floridiens ont reçu l'ordre d'évacuer, ce qui constitue l'un des ordres d'évacuation les plus importants de l'histoire de l'État, principalement dans le comté de Hillsborough et les environs. Dans toute la région de la baie de Tampa, les points d'aide ouverts en raison d'Helene ont été fermés avant l'arrivée de Milton.
Le 9 octobre, plus de 50 000 ouvriers travaillant sur des lignes électriques, venus de régions aussi éloignées que la Californie, se trouvaient en Floride pour aider à rétablir l'électricité selon gouverneur de Floride, Ron DeSantis. Le président américain Joe Biden, la vice-présidente Kamala Harris et de hauts responsables fédéraux ont averti que Milton pourrait causer une dévastation historique lors d'un conférence  tenue à la Maison Blanche.
Le 7 octobre, l'Atlanta Motor Speedway a ouvert son camping pour les évacués en collaboration avec l'Agence de gestion des urgences du comté de Henry. Le 8 octobre, le gouverneur de Géorgie, Brian Kemp, a émis un décret exécutif déclarant l'état d'urgence dans 40 comtés et ordonnant à l'Agence de gestion des urgences et de sécurité intérieure de Géorgie d'activer le Plan d'opérations d'urgence ainsi qu'au Département des transports et au Département de la sécurité publique de prendre des mesures pour assurer le déplacement rapide des véhicules utilitaires, des équipements et du personnel dans tout l'État afin d'éliminer toute panne de courant. Le décret prévoyait également jusqu'à 250 soldats de la Garde nationale de Géorgie d'être utilisés dans les efforts de préparation, d'intervention et de rétablissement.

### Bahamas
Le nord des Bahamas a été mis en alerte cyclonique le 8 octobre. Les écoles de Grand Bahama, des îles Bimini, des îles Abacos et Grand Cay ont été fermées en prévision du passage de Milton. Les étudiants bahaméens en Floride ont reçu l'ordre d'évacuer, Bahamasair a effectué deux vols les 7 et 8 octobre à destination d'Orlando (Floride) pour cela.

## Conséquences
| État       | Décès directs | Décès indirects | Dégâts (Milliards $US) | Référence |
| ---------- | ------------- | --------------- | ---------------------- | --------- |
| États-Unis | 15            | 27              | 30 à 50                | ,         |
| Mexique    | 3             | 0               | N/D                    | [ 36 ]    |
| Total      | 18            | 27              | 30 à 50                |           |
| Total      | 45            |                 | 30 à 50                |           |

Selon le rapport final à propos de l'ouragan du National Hurricane Center émis le 31 mars 2025, Milton a fait 45 morts. Quinze décès sont qualifiées de directs (12 en Floride aux États-Unis et 3 au Mexique) et 27 décès sont indirects, essentiellement aux États-Unis.
Les morts directs aux États-Unis ont été causés par une tornade, par chute d'arbres et par noyade dans les inondations causées par la pluie abondante. Les décès indirects sont pour des personnes ayant eu des problèmes de santé lors des préparatifs ou du nettoyage post-tempête, par des chutes liées aux préparatifs, au nettoyage ou à des pannes de courant, par des accidents de la route, par un passage sur une ligne électrique tombée, par un incendie déclenché par l'onde de tempête de Milton et finalement un par la chute d'une branche d'arbre après le passage de la tempête.
Au Mexique, les médias indiquent que deux des décès sont dus aux fortes vagues liées à l'ouragan, tandis que le troisième est celui d'un homme tombé d'un bateau de pêche pendant la tempête. Six autres personnes ont été portées disparues d'un autre bateau de pêche.  

### Cuba
Les bandes externes de pluie de Milton ont provoqué des inondations à Surgidero de Batabanó, province de Mayabeque, Cuba. Dans la baie de La Havane, la détérioration des conditions météorologiques a poussé les autorités à suspendre les services de traversier le 8 octobre. Le service météorologique cubain a signalé que l'ouest du pays a connu de forts vents et des rafales allant jusqu'à 80 km/h dans le quartier de Casablanca à La Havane.

### Mexique (Yucatán)
L'onde de tempête importante et les pluies torrentielles associées à Milton ont touché l'État du Yucatán. Les fortes pluies ont provoqué des inondations dans la ville de Campeche. La digue protégeant de Progreso de la mer a été débordée par les fortes vagues. Plus de 12 064 personnes ont été touchées dans l'État. Les inondations causées par l'onde de tempête ont conduit à des évacuations pendant l'ouragan à Celestún. De fortes vagues ont provoqué l'inondation de sections de l'autoroute fédérale Ciudad del Carmen - Isla Aguada par les eaux de mer.
Les municipalités de Sisal et Celestún ont subi les plus gros dégâts, avec des inondations, des chutes d'arbres et des pannes de courant. À Sisal, l'effondrement du toit d'un terrain de softball a été signalés. Plus d'un millier de personnes d'El Cuyo, Río Lagartos et Las Coloradas ont dû être transférées dans des abris. L'aéroport international de Cancún a connu plusieurs annulations de vols à cause de Milton.
La première victime de Milton est une femme qui s'est noyée à Isla Arena dans la municipalité de Calkiní, emportée par les eaux lorsqu'elle tentait d'aider les pêcheurs à protéger leurs bateaux,. Quinze pêcheurs sur quatre bateaux de Progreso ont disparu alors qu'ils étaient en mer au passage de Milton. Deux des navires avec huit pêcheurs sont revenus le 9 octobre, tandis qu'un autre a été repéré par un avion de la marine mexicaine renversé à environ 214 km au nord-est de Progreso avec un homme sur le dessus le lendemain. L'homme n'a pas pu être secouru par l'avion et les pilotes ont fait appel à un patrouilleur de la marine mexicaine à Progreso pour venir à son secours. Le frère de l'homme qui était à bord de l'avion de recherche a déclaré avoir vu son frère glisser hors du bateau et tomber dans l'eau, la tête la première, avant de finalement couler avant l'arrivée du bateau de sauvetage, mais la marine mexicaine n'a pas confirmé ce récit,,.

### Floride

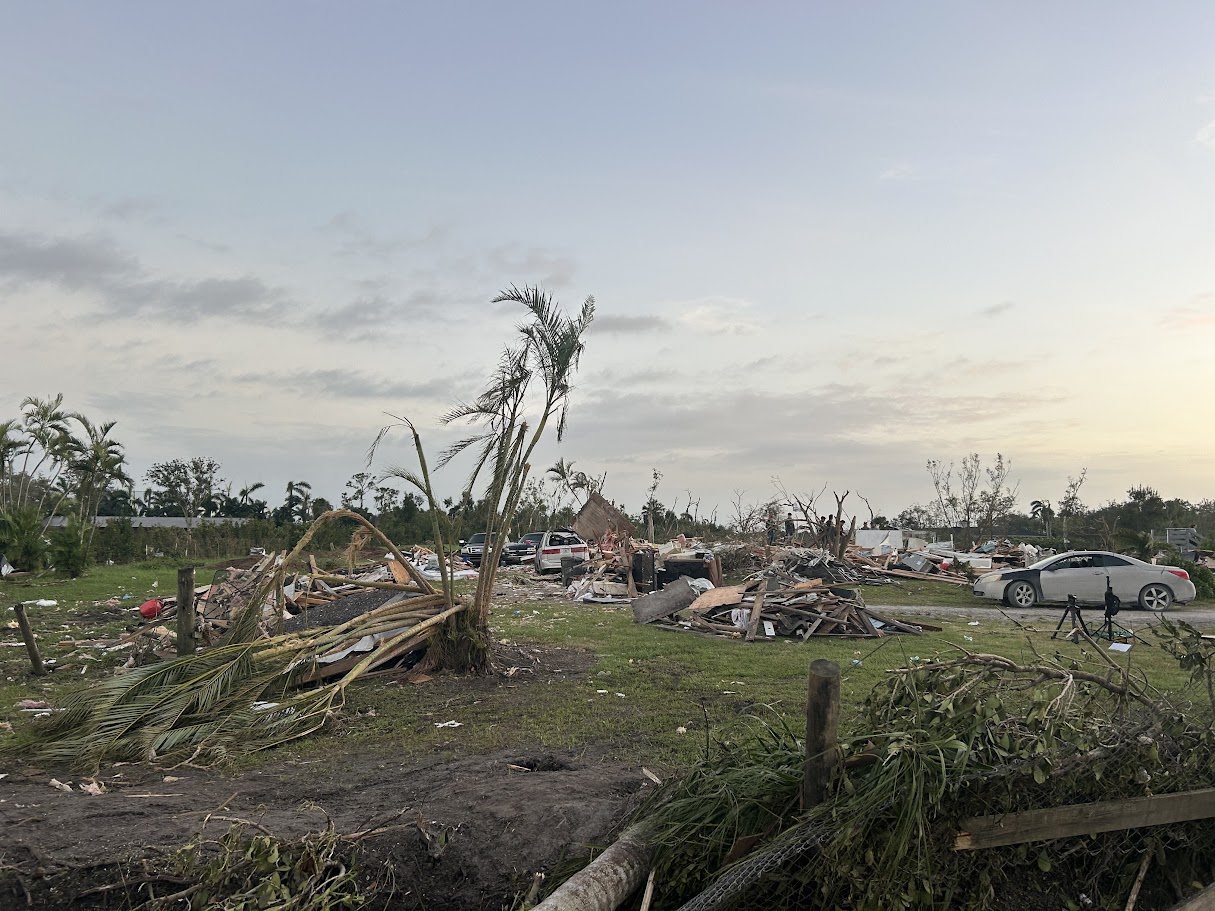
Dommages avec une tornade de catégorie EF3 à Wellington (Floride).

Le 9 octobre, plus de 110 alertes de tornades ont été émises par le National Weather Service. Il y a eu au moins 45 signalements de tornades en Floride selon le Storm Prediction Center et au moins 19 cas confirmés, car plusieurs signalements peuvent être reliés à la même tornade,. Deux ont traversé l'Interstate 75 avant de toucher terre et une autre a touché North Fort Myers, causant d'importants dégâts dans la région,.
Au matin du 10 octobre, 3 millions de foyers étaient privés d'électricité, dont un demi-million dans la région de Tampa. Il y avait des dommages importants dans l'ensemble de la Floride et plusieurs routes étaient impraticables en raison de la chute d'arbres et de lignes électriques. La tempête a laissé jusqu'à 450 mm de pluie dans certaines zones selon le gouverneur. La plus importante onde de tempête a été signalée dans  le comté de Sarasota où elle a atteint 2,5 à 3 mètres, soit moins que celle pendant le passage de l'ouragan Helene dans le Big Bend Coast.
Une bonne partie de l'État a connu des inondations importantes, notamment certaines parties d'Orlando, de Saint Johns et dans tout le comté de Hillsborough. À Astor, la rivière Saint John a atteint une crête de près de 1,4 m, près du record précédemment établi par l'ouragan Ian. Cinq cents personnes ont été sauvées dans un seul immeuble d'appartements de Clearwater, en raison d'inondations dans des eaux allant jusqu'au cou. Les autorités des comtés de Hillsborough, Pinellas, Sarasota et Lee, directement dans la zone de passage de l'ouragan, ont prévenu les habitants de la présence de lignes électriques abattues, d'arbres sur les routes, de ponts bloqués et d'inondations.
À Marineland, des vents soutenus de 121 km/h, avec des rafales atteignant 134 km/h, ont été enregistrés et à Daytona Beach, les rafales ont atteint 140 km/h. À Sarasota, près du point de frappe de l'ouragan, les rafales ont atteint 172 km/h alors qu'à West Palm Beach, elles ont soufflé à 148 km/h.

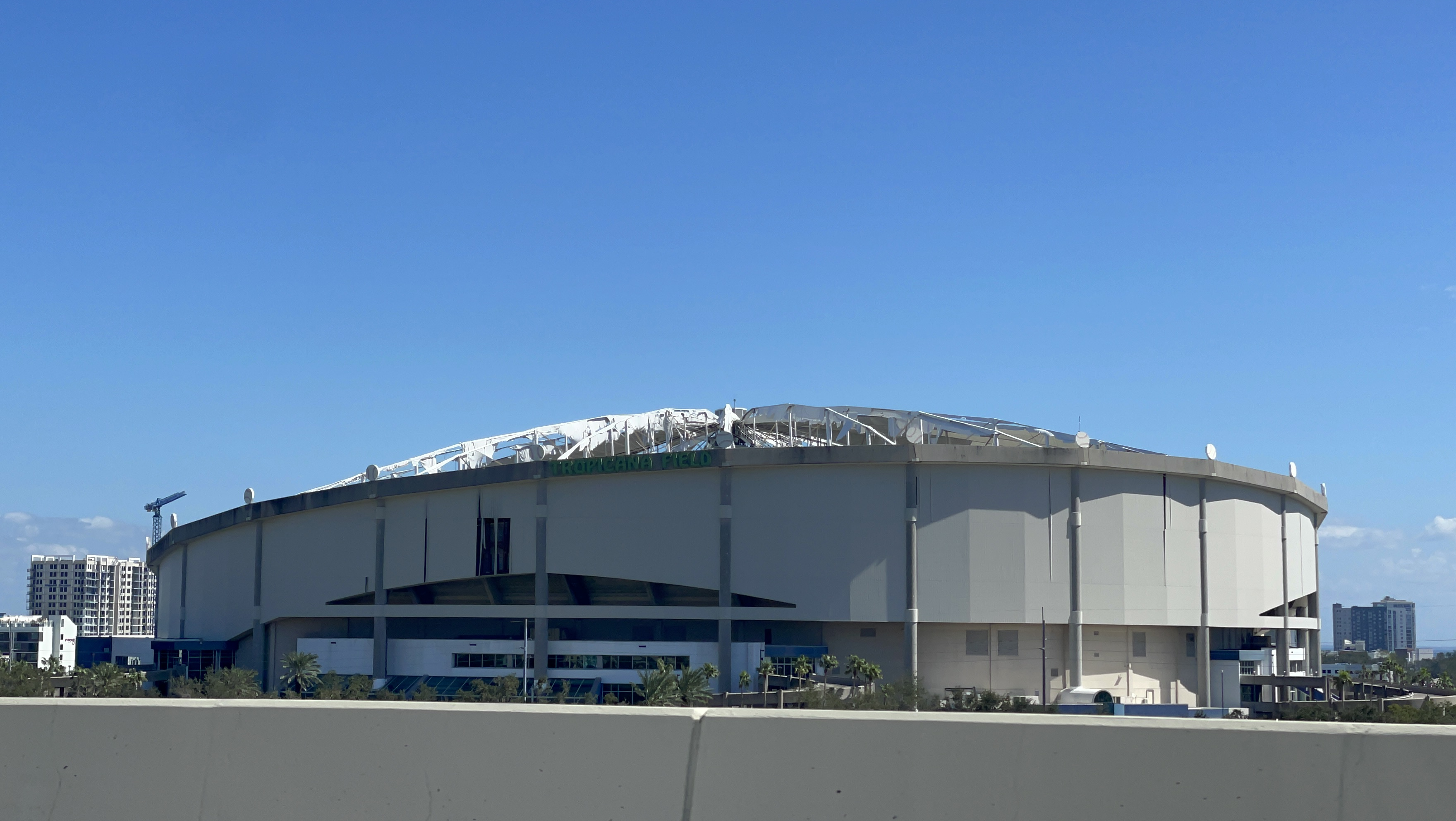
Dégâts au Tropical Field à St. Petersburg.

Le Tropicana Field, le stade du baseball majeur des Rays de Tampa Bay, qui avait été aménagé pour héberger les premiers intervenants, a perdu une grande partie de son toit en fibre de verre à cause des violentes rafales. Le bâtiment plus que centenaire du Tampa Bay Times a été gravement endommagé par l'effondrement d'une grue de construction d'un gratte-ciel voisin.
Près de 1 000 personnes et 105 animaux ont été sauvés au 10 octobre,. Une femme est morte avant l'arrivée de Milton dans un accident de voiture dans le comté de Marion, au sud-est d'Orange Lake, lors de l'évacuation des côtes.
Au 12 octobre, les autorités comptaient au moins 23 personnes confirmées mortes lors du passage de la tempête, dont 6 décès par tornades dans le comté de Sainte-Lucie sur la côte atlantique,. Ce total a été rehaussé à 42 (15 directs et 27 indirects) dans le rapport de la fin mai 2025 du National Hurricane Center. 
Un estimé préliminaire des dégâts en Floride, publié le 11 octobre par l'agence de notation financière Fitch Ratings, varie de 30 à 50 milliards $US.

### Bahamas et Bermudes
Le 9 octobre, le service météorologique des Bahamas a signalé des dommages aux toits et un blessé à Nassau, probablement dus à une rafale descendante sous orages à l'avant de Milton. Des coupures d'électricité et d'eau se sont produites sur quelques îles, ainsi que des inondations locales, lors de son passage. Le directeur général de l'Autorité de gestion des risques de catastrophe des Bahamas a cependant déclaré qu'aucun blessé ni dégât important n'avait été signalé dans le pays.
Le 11 octobre, l'ex-Milton est passé au sud des Bermudes y donnant des vents forts et des averses.

## Aide
Le président Joe Biden a visité la côte du golfe de Floride le 13 octobre. Il est arrivé à Tampa et s’est rendu en hélicoptère et par véhicule terrestre pour inspecter  les dégâts. Il a annoncé un montant de 612 millions $US pour six projets du département de l’Énergie dans les zones touchées par les ouragans afin d’améliorer la résilience du réseau électrique de la région.

## Réactions politiques
Le président américain Joe Biden a reporté un voyage à l’étranger en Allemagne et en Angola afin d'être présent et de remplir son devoir présidentiel d'assurer la sécurité des Américains. Le 13 octobre, lors d'une visite dans les zones touchées, le président en a profité pour réitérer une demande au président de la Chambre des représentants des États-Unis, Mike Johnson, pour qu'il travaille à présenter au Congrès une aide financière supplémentaire pour les sinistrés avant les élections du 5 novembre au lieu d'attendre après celles-ci.

### Controverse électorale
Après les fausses déclarations du candidat républicain à l'élection présidentielle américaine de 2024, Donald Trump, à propos de la réponse du gouvernement fédéral américain lors de l'ouragan Helene, la candidate démocrate Kamala Harris a tenté de le devancer en parlant aux journalistes avant l'arrivée de la tempête et des responsables gouvernementaux ont renforcé le message de la vice-présidente. Ainsi l'administratrice de la Federal Emergency Management Agency (FEMA), Deanne Criswell, a averti sur CNN News Central que la rhétorique de Trump faisait craindre aux gens que le gouvernement ne les aide pas et la Maison-Blanche a ouvert un compte sur une plateforme de médias sociaux pour identifier et combattre la désinformation.
La représentante républicaine au Congrès des États-Unis Marjorie Taylor Greene a même déclaré sur les réseaux sociaux que la NOAA pouvait contrôler la météo et dirigeait les ouragans vers la Floride à des fins électorales. Cette théorie farfelue de modification du temps a valu à des menaces de morts à des météorologues américains. Le 9 octobre, le président Joe Biden a fait une conférence de presse pour dénoncer les propos complotistes de Trump et de son entourage.

## Hommage
Les cendres du météorologue américain Peter Dodge décédé en 2023 après une carrière 44 ans à la NOAA sont dispersées le 10 octobre dans l'oeil du cyclone alors que ce dernier se trouve au-dessus du golfe du Mexique, en approche vers la Floride,.